# Викторовка (Кореневский район)
Ви́кторовка — деревня в Кореневском районе Курской области. Административный центр Викторовского сельсовета.

## География
Деревня находится на реке Блаховец, в 3 км от российско-украинской границы, в 106 км к юго-западу от Курска, в 20 км к юго-востоку от районного центра — посёлка городского типа Коренево.
Климат
Викторовка, как и весь район, расположена в поясе умеренно континентального климата с тёплым летом и относительно тёплой зимой (Dfb в классификации Кёппена).

## Население
| 2002 | 2010 |
| ---- | ---- |
| 82   | ↘70  |

## Инфраструктура
Личное подсобное хозяйство. В деревне 49 домов.

## Транспорт
Викторовка находится в 15 км от автодороги регионального значения 38К-030 (Рыльск — Коренево — Суджа), в 1 км от автодороги 38К-006 (Коренево — Троицкое), на автодороге межмуниципального значения 38Н-161 (38К-006 — Успеновка), в 11 км от ближайшего ж/д остановочного пункта 341 км (линия 322 км — Льгов I).
В 136 км от аэропорта имени В. Г. Шухова (недалеко от Белгорода).